# 倪可敏
倪可敏（1972年11月11日—），马来西亚政治人物，出生于马来西亚哥打峇鲁。現任霹雳州安顺行动党国会议员、霹雳州立法议会甲巴央议员、民主行动党全国署理主席、民主行动党霹雳州委会主席、民主行动党中央委员会特务委员会全国主任和霹雳州主任、以及民主行动党少年先锋队顾问，曾担任霹雳州行政议员和马来西亚国会下議院副議長。现任马来西亚地方政府发展部部长，自2022年12月3日就任。

## 政治生涯
1972年，倪可敏出生于吉兰丹哥打峇鲁，并在曼绒县成长，曾就读爱大华民德华小。中学毕业之后，他以马来西亚前50名成绩考入马来亚大学法律系。1993年及1995年，倪两度拿下全马大专辩论赛冠军即最佳辩手，並於1997年带领马来亚大学华语辩论队击败两岸三地大学获得国际大专辩论赛冠军。1999年大选中，倪可敏选班台区州议员，并担任霹雳州议会反对党领袖，成为全马最年轻州议会反对党领袖。
倪可敏自2003年起，担任民主行动党社会主义青年团团长，並且在2004年大选中连任班台区州议员，之後获頒2007马来西亚十大杰出青年。2008年，倪参选太平国会议席及班台州议席获胜，成为霹雳州行政议员，主責房屋及地方政府、交通及教育領域。至2013年，他转战甲巴央，2018年再转战安顺国会议席和后廊州议席。
2018年8月23日，倪可敏在布城会见首相马哈迪·莫哈末，他在其推特帐號发文表示，与国家伟人马哈迪会谈中受益良多，他祝贺马哈迪一家人哈芝节快乐。两人单独会谈约30分钟，倪可敏匯报了国会改革计划，马哈迪则分享刚结束的访华之行。
2020年8月8日，倪可敏为后廊全球村疗养中心开幕后表示尊重前首相马哈迪·莫哈末宣布成立新政党的权利：“这是马哈迪个人的理念及选择，而希盟将结合一切可以团结的力量，取回民意所委托的政府。”

## 个人生活
倪可敏的堂兄倪可汉是一位律师兼国会下议院议员。倪可敏已婚，妻子为黄晓清，是黄传发与徐宝珍的二女儿，两人目前育有1子2女。

## 争议

### “黑金属大臣”论风波
2011年11月9日，倪可敏在甘文丁的一场政治讲座上，用“黑色金属”（Hitam Metalik）称呼时任霹雳州务大臣赞比里，此后相关短片在Youtube广为流传，引起多名领袖和非政府组织抨击，指其言论有种族意味，歧视肤色黝黑的人士。11月30日，倪可敏发表文告说：“对于所有因为我的言论而受到伤害的人士，包括赞比里，我作出道歉。”12月4日，在接获14项相关投报后，他被传召到太平警局录取口供。

### 针对马哈迪的不当言论
2018年马来西亚大选前，倪可敏曾开玩笑指希盟总裁马哈迪·莫哈末“未完成任务”，还不能去见新加坡已故前总理李光耀一事引起非议，他随后就本身的失言道歉。

### 永久地契承诺
2018年马来西亚大选期间，倪可敏曾多次向选民承诺，希盟一旦执政霹雳，州内每一户新村村民将在2019年农历新年前夕获得永久地契，是他获得选民大力支持的重要因素之一。但直到2020年，霹雳大臣阿末费沙阐明，民众只需99年地契，而无需永久地契，导致倪可敏个人诚信下降。

### 学校以他名字命名引起非议
2019年，太平新板新民华小行政大楼以倪可敏的名字来命名，引起争议。为表扬倪可敏为该校争取到22万令吉的政府拨款而在该新大楼贴上“倪可敏行政大楼”3D立体字遭到许多质疑和谴责。针对此事，新板新民华小董事部罗瑞荣接受《东方日报》访问时强调，该校董事部在2018年12月举办90周年纪念晚宴时，已授权工委会处理筹款事项，包括任何人，若能捐赠或为新该校筹获10万令吉，即以对方的名字命名行政楼，不计较款项来源。

### 面子书直播争议
2022年3月31日，马华公会峇眼区会组织秘书陈幏蓎针对倪可敏在面子书直播期间，被拍到坐在休旅车后座却没有绑安全带，以及直播期间在向镜头發言时脱下口罩，向警方报案。

### 评论穆斯林课题
2025年1月15日，倪可敏评论KK超市清真「火腿起司三文治」争议事件，指称火腿意味着食物制作过程，批评炒作者愚蠢。巫统青团团长阿克马沙烈指责倪可敏发表对“火腿”问题的处理很愚蠢，并建议倪可敏应该去学习牛津词典来了解“ham”的含义。土著团结党女青宣传主任努鲁莎兹瓦妮指责倪可敏发表轻视维护清真认证的神圣性，缺乏对伊斯兰教和穆斯林社会敏感性的尊重，并严正警告倪可敏停止挑战穆斯林的忍耐度。
1月28日，倪可敏对怡保市政厅研究禁酒令一事发表言论，呼吁地方政府维持现有的卖酒政策，并指马来西亚是一个多元种族国家，各族人民应该互相尊重。他强调，若有商家售卖酒精饮料，回教徒无法饮用的话可以选择不购买，这不应被过度演化为争议话题。巫统青团团长阿克马促请倪可敏在涉及卖酒课题的言论上更加谨慎，特别是在维护国民和谐方面，应充分考虑各族群的敏感性。
巫统宗教师理事会发文提醒，非穆斯林部长在涉及伊斯兰及穆斯林课题上要谨慎发言，以免造成负面观感，甚至被别有用心者“骑劫”或炒作，渲染为对伊斯兰的威胁。巫统宗教师理事会列举倪可敏近期涉及的火腿三文治事件和霹雳怡保市议会探讨在穆斯林占多数地区扩大禁酒措施一事。

## 言论
“马哈迪是个传奇，他是很多人的精神领袖。他的毅力、决心、坚持不懈，很多是一般人做不到的......还有他的大格局观，看得很远，我给予高评价。”

## 选举成绩
| 年份 | 选区           | 候选人 | 候选人           | 得票数 | 得票率 | 竞选对手                         | 竞选对手                       | 得票数 | 得票率 | 总票数 | 多数票 | 投票率 |
| ---- | -------------- | ------ | ---------------- | ------ | ------ | -------------------------------- | ------------------------------ | ------ | ------ | ------ | ------ | ------ |
| 2008 | 霹靂 P060 太平 |        | 倪可敏（行动党） | 28,098 | 59.63% |                                  | M. Kayveas（进步党）           | 16,800 | 35.65% | 47,123 | 11,298 | 71.52% |
| 2013 | 霹靂 P060 太平 |        | 倪可敏（行动党） | 37,275 | 58.32% |                                  | 陈莲花（民政党）               | 25,530 | 39.94% | 63,913 | 11,745 | 81.80% |
| 2018 | 霹靂 P076 安顺 |        | 倪可敏（行动党） | 29,170 | 54.57% |                                  | 马袖强（民政党）               | 17,991 | 34.13% | 54,601 | 11,179 | 82.10% |
| 2018 | 霹靂 P076 安顺 |        | 倪可敏（行动党） | 29,170 | 54.57% | 阿末拉玛兰（伊斯兰党）           | 6,494                          | 12.10% |        | 54,601 | 11,179 | 82.10% |
| 2022 | 霹靂 P076 安顺 |        | 倪可敏（行动党） | 33,133 | 51.61% |                                  | 再诺法兹巴哈鲁丁（土著团结党） | 17,964 | 27.98% | 64,194 | 15,169 | 73.60% |
| 2022 | 霹靂 P076 安顺 |        | 倪可敏（行动党） | 33,133 | 51.61% | 慕鲁基亚·多巴三美（国大党）      | 12,304                         | 19.17% |        | 64,194 | 15,169 | 73.60% |
| 2022 | 霹靂 P076 安顺 |        | 倪可敏（行动党） | 33,133 | 51.61% | 阿米尔古赛里达努西（祖国斗士党） | 793                            | 1.24%  |        | 64,194 | 15,169 | 73.60% |

| 年份 | 选区       | 候选人 | 候选人           | 得票数 | 得票率 | 竞选对手           | 竞选对手                    | 得票数 | 得票率 | 总票数 | 多数票 | 投票率 |
| ---- | ---------- | ------ | ---------------- | ------ | ------ | ------------------ | --------------------------- | ------ | ------ | ------ | ------ | ------ |
| 1999 | N32 班台   |        | 倪可敏（行动党） | 9,896  | 55.86% |                    | Wong Chong Sang（马华公会） | 7,449  | 42.05% | 17,716 | 2,447  | 64.09% |
| 2004 | N37 班台   |        | 倪可敏（行动党） | 9,703  | 55.02% |                    | Wong Chong Sang（马华公会)  | 7,400  | 41.96% | 17,635 | 2,303  | 66.18% |
| 2008 | N37 班台   |        | 倪可敏（行动党） | 12,188 | 61.83% |                    | 黄金锭（马华公会）          | 7,112  | 36.08% | 19,712 | 5.076  | 70.37% |
| 2013 | N29 甲巴央 |        | 倪可敏（行动党） | 10,948 | 62.32% |                    | 曾国安（马华公会）          | 6,344  | 36.12% | 17,566 | 4,604  | 79.50% |
| 2018 | N18 后廊   |        | 倪可敏（行动党） | 18,123 | 56.40% |                    | 苏家斌（民政党）            | 6,059  | 18.90% | 24,182 | 12,064 | 75.24% |
| 2022 | N29 甲巴央 |        | 倪可敏（行动党） | 11,977 | 72.59% |                    | 伍礼杰（民政党）            | 2,486  | 15.06% | 16,498 | 9,491  | 65.49% |
| 2022 | N29 甲巴央 |        | 倪可敏（行动党） | 11,977 | 72.59% | 林慧贤（马华公会） | 2,035                       | 12.33% |        | 16,498 | 9,491  | 65.49% |